# Luigi Arienti

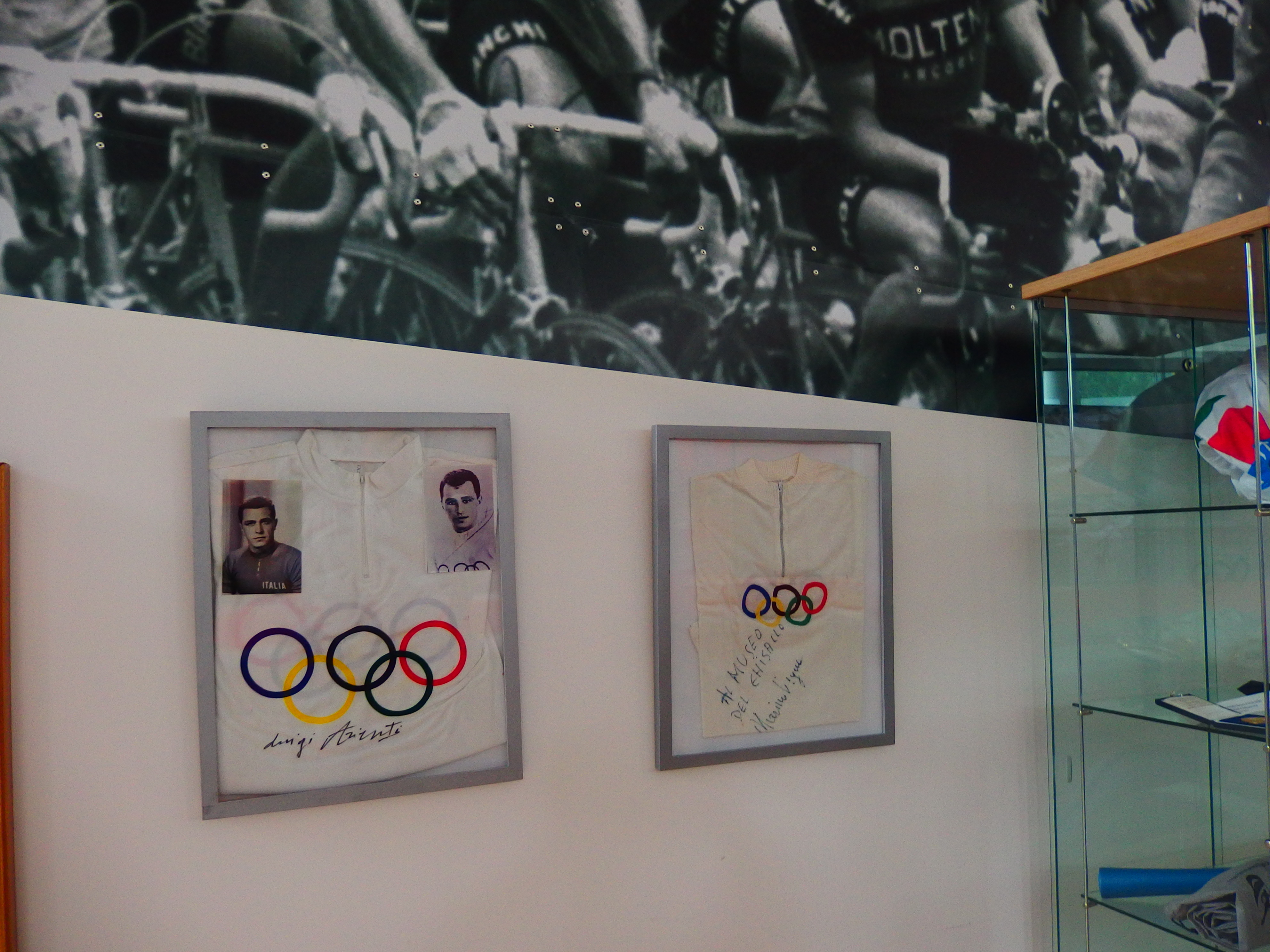
Das olympische Trikot von Luigi Arienti im Museo del Ciclismo Madonna del Ghisallo

Luigi Arienti (* 6. Januar 1937 in Desio; † 7. Februar 2024 ebenda) war ein italienischer Radrennfahrer.

## Sportliche Laufbahn
Bei den Olympischen Spielen 1960 in Rom wurde Luigi Arienti mit dem italienischen Bahn-Vierer Olympiasieger in der Mannschaftsverfolgung, gemeinsam mit Marino Vigna, Franco Testa und Mario Vallotto. Anschließend wechselte er zu den Profis und wurde fünfmal italienischer Vizemeister in der Einerverfolgung. 1967 wurde er bei den UCI-Bahn-Weltmeisterschaften positiv auf Dopingmittel getestet und mit einer Geldstrafe belegt. Er startete auch bei Straßenrennen und Sechstagerennen, jedoch ohne größere Erfolge. 1972 beendete er seine Radsport-Karriere. Während seiner Laufbahn als Berufsfahrer erzielte er vier Siege bei Straßenrennen. Beim Giro d’Italia war er 1961 in der Molteni-Mannschaft am Start und beendete die Rundfahrt auf Platz 64.